# What For?
"What For?" (česky Proč?) je singl lotyšské zpěvačky Aishy, se kterým reprezentovala Lotyšsko na Eurovision Song Contest 2010 v květnu v norském Oslu. Autory písně jsou Jānis Lūsēns a Guntars Račs.
Píseň vyhrála lotyšské národní kolo Eirodziesma 2010 pomocí kterého se vybírá reprezentant Lotyšska. V semifinále Eurovision Song Contest 2010 nepostoupila do finále a umístila se na posledním sedmnáctém místě s 11 body.

## Seznam písní
| Pořadí | Název                                 | Délka |
| ------ | ------------------------------------- | ----- |
| 1.     | What For? (Radio Edit)                | 2:57  |
| 2.     | What For? (Boyza II Remix Radio Edit) | 3:26  |
| 3.     | What For? (Boyza II Remix Extended)   | 6:04  |
| 4.     | What For? (Karaoke version)           | 2:57  |

## Žebříčky
| Žebříček (2010)       | Nejvyšší pozice |
| --------------------- | --------------- |
| Latvian Airplay Chart | 17              |